# Turbo Assembler
El Turbo Assembler (TASM), un paquete ensamblador principalmente destinado a la plataforma del IBM PC y sus compatibles. Fue la oferta de Borland en el mercado de herramientas de programación en lenguaje ensamblador para la familia de los microprocesadores x86. Como se pudiera esperar, trabajaban bien con los compiladores de lenguaje de alto nivel de Borland para los PC, como Turbo C, Turbo BASIC, Turbo Prolog y Turbo Pascal. Junto con el resto de suite de lenguajes de programación Turbo. Turbo Assembler es mantenido y empaquetado por Embarcadero Delphi y C++Builder.
El paquete Turbo Assembler vino junto con el enlazador Turbo Linker, y era interoperable con el depurador Turbo Debugger. Para la compatibilidad con el ensamblador Microsoft Macro Assembler (MASM) de Microsoft, TASM también podía ensamblar los archivos de código fuente del MASM por medio de su modo MASM. Al igual que este, es un ensamblador de alto nivel.
Turbo Assembler también se refiere a un ensamblador común, basado en el microprocesador 6502 para el Commodore 64, creado por la compañía alemana Omikron en 1985. Este producto no se relaciona con el ensamblador de Borland.